# Lytchett Minster and Upton
Lytchett Minster and Upton est une paroisse civile du Dorset, en Angleterre.